# Saint-Martin-d’Ardèche
Saint-Martin-d’Ardèche település Franciaországban, Ardèche megyében. Lakosainak száma 941 fő (2022. január 1.). Saint-Martin-d’Ardèche Saint-Just-d’Ardèche, Saint-Marcel-d’Ardèche, Aiguèze és Saint-Julien-de-Peyrolas községekkel határos.

## Népesség
A település népessége az elmúlt években az alábbi módon változott:
| Lakosok száma | 365  | 380  | 537  | 815  | 964  | 994  | 979  | 949  | 947  | 941  |
|               | 1968 | 1982 | 1990 | 2006 | 2013 | 2015 | 2017 | 2019 | 2020 | 2022 |